# Großsteingräber bei Allenbostel
Die Großsteingräber bei Allenbostel waren zwei megalithische Grabanlagen der jungsteinzeitlichen Trichterbecherkultur bei Allenbostel, einem Ortsteil von Hanstedt im Landkreis Uelzen (Niedersachsen). Sie wurden im 19. Jahrhundert zerstört. Die Gräber befanden sich südlich des Ortes am Machbruch. Sie wurden in den 1840er Jahren durch Georg Otto Carl von Estorff dokumentiert, aber nicht näher beschrieben. Über Ausrichtung, Maße und Grabtyp liegen keine Informationen vor.